# Oreochloa
Oreochloa là một chi thực vật có hoa trong họ Hòa thảo (Poaceae).

## Loài
Chi Oreochloa gồm các loài: